# Casa Fehling
Casa Fehling SRL war ein argentinisches Unternehmen im Bereich von Automobilen.

## Unternehmensgeschichte
Das Unternehmen hatte seinen Sitz in Buenos Aires und wurde von einem deutschen Einwanderer geleitet. Es importierte Fahrzeuge von Cadillac. 1956 begann die Produktion von Automobilen. Der Markenname lautete Jefe, zu deutsch Chef. Im gleichen Jahr endete die Produktion.

## Fahrzeuge
IAME, die auch den Justicialista herstellten, lieferten laut einer Quelle die Fahrgestelle. Die Basis bildete ein Kastenrahmen. Zur Wahl standen Coupé und zweitüriger Kombi. Die Fahrzeuge waren bei einem Radstand von 240 cm 429 cm lang, 153 cm breit und 145 cm hoch. Das Leergewicht war mit 950 kg angegeben. Ein Zweizylinder-Zweitaktmotor von DKW mit 76 mm Bohrung, 76 mm Hub, 700 cm³ Hubraum und 24 PS Leistung trieb die Fahrzeuge an.